# Paul Shane
Paul Shane, George Frederick Speight (Thrybergh, 1940. június 19. – Rotherham, 2013. május 16.) angol színész, komikus. 
Leginkább tévésorozatokból ismert, Magyarországon legismertebb szerepe Alf Stokes komornyik a Csengetett, Mylord? sorozatban.

## Élete és pályafutása
Shane George Frederick Speight néven született dél-Yorkshire-ben, Rotherham mellett. Eredeti foglalkozása szerint bányász. Az 1970-es évektől voltak kisebb szerepei a televízióban, majd 1979-ben Jimmy Perry felajánlott neki egy szerepet a Hi-de-Hi! sorozatban. 1988-ban kapta meg Alf Stokes szerepét a Csengetett, Mylord? című 26 részes sorozatban.

## Filmográfia

### Film
- 1996: La Passione – Papa
- 2002: Heartlands – Zippy[2]

### Televízió
| Év        | Cím                  | Szerep         |
| --------- | -------------------- | -------------- |
| 1979-1980 | Turtle's Progress    | Mashcan        |
| 1980-1988 | Hi-de-Hi!            | Ted Bovis      |
| 1988-1993 | Csengetett, Mylord?  | Alf Stokes     |
| 1991      | Very Big Very Soon   | Harry James    |
| 1995-1997 | Oh, Doctor Beeching! | Jack Skinner   |
| 1996      | Two Minutes          | Ernie          |
| 2004      | Emmerdale            | Solomon Dingle |
| 2008      | A Touch of Frost     | Diesel Bob     |

## Fordítás
- Ez a szócikk részben vagy egészben  a   Paul Shane című angol Wikipédia-szócikk ezen változatának fordításán alapul.  Az eredeti cikk szerkesztőit annak laptörténete sorolja fel. Ez a jelzés csupán a megfogalmazás eredetét és a szerzői jogokat jelzi, nem szolgál a cikkben szereplő információk forrásmegjelöléseként.